# Ocnaea micans
Ocnaea micans är en tvåvingeart som beskrevs av Wilhelm Ferdinand Erichson 1840. Ocnaea micans ingår i släktet Ocnaea och familjen kulflugor. Inga underarter finns listade i Catalogue of Life.